# Elisabeth van Beieren (1306-1330)
Elisabeth van Beieren (circa 1306 - Wenen, 25 maart 1330) was voor korte tijd in 1330 hertogin-gemalin van Oostenrijk. Ze behoorde tot het huis Wittelsbach.

## Levensloop
Elisabeth was een dochter van hertog Stefanus I van Beieren en diens echtgenote Judith, dochter van hertog Bolko I van Schweidnitz. Ze had een zeer levendig karakter.
Op 15 mei 1325 huwde ze in Straubing met Otto van Oostenrijk. Aan het hof van haar echtgenoot  oefende ze na haar huwelijk een beduidende rol uit.
In januari 1330 volgde haar echtgenoot Otto samen met zijn broer Albrecht II zijn overleden broer Frederik de Schone op als hertog van Oostenrijk. Elisabeth werd hierdoor hertogin-gemalin van Oostenrijk.
Elisabeth was echter niet lang hertogin-gemalin aangezien ze in maart 1330 in Wenen stierf als gevolg van een medicijnvergiftiging. Ze werd bijgezet in het Stift Neuberg.

## Nakomelingen
Otto en Elisabeth kregen twee zonen:
- Frederik II (1327-1344), hertog van Oostenrijk
- Leopold II (1328-1344), hertog van Oostenrijk